# Bohumil Trnka
Bohumil Trnka, češki filolog in jezikoslovec, * 3. junij 1895, Kletečná, Češka, † 14. februar 1984, Praga.

## Življenjepis
Izhajal je iz protestantske družine. Očeta je izgubil, ko je bil zelo mlad. Po očetovi smrti sta se z mamo preselila v Humpolec, potem pa v Prago. Obiskoval je osnovno šolo v Humpolecu. Po končani osnovni šoli je v Žižkovu obiskoval gimnazijo, kjer je leta 1913 maturiral. Leta 1919 je Trnka uspešno diplomiral na Karlovi univerzi v Pragi, kjer je študiral slovanščino, angleščino in nemščino. Po prejeti diplomi, je postal nadomestni učitelj in kasneje leta 1930 je postal tudi profesor na Pariški univerzi Charles. Leta 1922, ko je bil star 27 let, se je poročil z Boženo née Ryšavo. Upokojil se je leta 1970 po dolgi profesorski karieri na Karlovi univerzi. Trnka je tudi mednarodno zaslovel, svoja dela je namenil za razvoj angleških študij na Češkem. Bohumil Trnka je umrl 14. februarja 1984 v prometni nesreči.

## Dosežki
Bohomil Trnka je bil oseba, ki je imela velik vpliv na češko jezikoslovje, ne le zaradi njenih publikacij, ampak tudi zaradi društev, v katerih je bil član. Ena izmed takih društev je bil Praški lingvistični krožek, pri katerem je bil eden izmed ustanoviteljev. Bil je izbran za člana Češke akademije znanosti in umetnosti in še mnogih drugih. Njegove študije temeljijo na Germanski filologiji, še posebno na angleški. Napisal je veliko člankov in del o angleški literaturi in fonologiji, vključno z njeno zgodovino. Njegova dela so poznana in objavljena v ZDA, Združenem kraljestvu, Japonski in mnogih drugih državah.

## Dela
Trnkove osnovne študije so bile objavljene večinoma v časopisnih člankih. Veliko pozornosti je namenjal tudi učnemu načrtu angleščine v šolah. Napisal je nekaj angleških, danskih, norveških in švedskih učbenikov. Njegova najbolj znana dela so:
• The Syntax of the English Verb from Caxton to Dryden (1930)
• A Tentative Bibliography. Utrecht, (1950)
• The Analysis of Present-day Standard English III (1956)